# Molophilus cruciferus
Molophilus cruciferus là một loài ruồi trong họ Limoniidae. Chúng phân bố ở miền Australasia.